# 国務委員会委員長
国務委員会委員長（こくむいいんかいいいんちょう、英: President of State Affairs Commission または、Chair of State Affairs Commission）は、国務委員会を開催する議長で行政府の長の名称。
日本では首相と訳されることが多い。ただし、例外として、朝鮮民主主義人民共和国では国家元首の名称である。